# Радан Зеленац
Радан Зеленац (Загреб, 21. новембар 1983) је одбрамбени фудбалер који  игра за ФК Слога из Српца. На Аматерском Европском првенству у фудбалу , одржаном 2008. године у Хрватској наступао је за аматерску репрезентацију Босне и Херцеговине.